# Elitserien 1931/32
Die Saison 1931/32 war die fünfte Spielzeit der Elitserien, der höchsten schwedischen Eishockeyspielklasse. Meister wurde AIK Solna. Der Karlbergs BK und der Nacka SK stiegen in die zweite Liga ab. 

## Modus
In der Hauptrunde absolvierte jeder der acht Mannschaften insgesamt 14 Spiele. Der Erstplatzierte der Hauptrunde wurde Meister. Die beiden Letztplatzierten stiegen direkt in die zweite Liga ab. Für einen Sieg erhielt jede Mannschaft zwei Punkte, bei einem Unentschieden gab es einen Punkt und bei einer Niederlage null Punkte.

## Hauptrunde
|    | Klub           | Sp | S  | U | N | T  | GT | Punkte |
| -- | -------------- | -- | -- | - | - | -- | -- | ------ |
| 1. | AIK Solna      | 14 | 11 | 1 | 2 | 42 | 12 | 23     |
| 2. | Hammarby IF    | 14 | 9  | 3 | 2 | 37 | 13 | 21     |
| 3. | Södertälje SK  | 14 | 6  | 4 | 4 | 18 | 12 | 16     |
| 4. | IK Göta        | 14 | 5  | 3 | 6 | 22 | 24 | 13     |
| 5. | Djurgårdens IF | 14 | 4  | 3 | 7 | 18 | 26 | 11     |
| 6. | IK Hermes      | 14 | 4  | 3 | 7 | 17 | 38 | 11     |
| 7. | Karlbergs BK   | 14 | 4  | 2 | 8 | 26 | 36 | 10     |
| 8. | Nacka SK       | 14 | 1  | 5 | 8 | 12 | 31 | 7      |

Sp = Spiele, S = Siege, U = Unentschieden, N = Niederlagen